# Tasuku Hiraoka
Tasuku Hiraoka (平岡 翼 Hiraoka Tasuku?, nacido el 23 de febrero de 1996 en Nara) es un futbolista japonés que se desempeña como centrocampista. Actualmente juega en el Tochigi Soccer Club de la J2 League de Japón

## Trayectoria

### Clubes
| Club                | País  | Año             |
| ------------------- | ----- | --------------- |
| FC Tokyo            | Japón | 2014 -          |
| J. League sub-22    | Japón | 2014 - 2015     |
| FC Tokyo sub-23     | Japón | 2016 - 2018     |
| Tochigi Soccer Club | Japón | 2019 - Presente |

## Estadística de carrera

### J. League
| Club             | Año   | J. League | J. League | Copa J. League | Copa J. League | Total | Total |
| Club             | Año   | Part.     | Goles     | Part.          | Goles          | Part. | Goles |
| ---------------- | ----- | --------- | --------- | -------------- | -------------- | ----- | ----- |
| FC Tokyo         | 2014  | 0         | 0         | 0              | 0              | 0     | 0     |
| FC Tokyo         | 2015  | 0         | 0         | 0              | 0              | 0     | 0     |
| FC Tokyo         | 2016  | 0         | 0         | 0              | 0              | 0     | 0     |
| FC Tokyo         | 2017  | 0         | 0         | 0              | 0              | 0     | 0     |
| J. League sub-22 | 2014  | 11        | 3         | -              | -              | 11    | 3     |
| J. League sub-22 | 2015  | 11        | 2         | -              | -              | 11    | 2     |
| FC Tokyo sub-23  | 2016  | 28        | 1         | -              | -              | 28    | 1     |
| Total            | Total | 50        | 6         | 0              | 0              | 50    | 6     |